# Веселовский, Кирило
Кирило Веселовский (пол. Kyryło Wesełowski; род. 14 сентября 1997) — польский дзюдоист, член сборной Польши.

## Карьера
Спортсмен клубов UKS Judo Millenium Rzeszów и AZS AWF Warszawa (2018-2023). AZS AWF Katowice с 2024 года. Чемпион Польши среди мужчин 2024 года. Вице-чемпион Польши среди взрослых с 2020 года и бронзовый призер чемпионата Польши среди взрослых с 2021 года в категории ниже. Золотой призер Кубка Польши 2020 года. Двукратный академический чемпион Польши 2019 и 2020 годов (81 кг, 90 кг). Бронзовый призёр кубка мира в Варшаве 2020 года. Чемпион Кубка Президента США/Чемпион США (Техас) с 2022 года. Чемпион U.S Judo Open (США, Флорида) с 2023 года.